# Christian Olrik (arkitekt)
 Der er flere personer med dette navn, se Christian Olrik.
Jørgen Christian Fenger Olrik (19. december 1881 i Ølgod – 25. maj 1944 i Frederiksværk) var en dansk arkitekt, der især har skabt en række militærbygninger og fabriksanlæg i nyklassicisme og funktionalisme.
Olrik var søn af sognepræst Jørgen Christian Fenger Olrik og Claudine Michaeline Sørensen, blev
murersvend og dimitteredes fra Teknisk Skole 1904. Han gik på Kunstakademiets Arkitektskole 1909-12 og blev optaget i Akademisk Arkitektforening 1920. Undervejs i uddannelsen var han ansat hos sin slægtning, stadsarkitekt Ludvig Fenger, Nicolai Hansen, Rasmus Jensen og P.V. Jensen Klint. I 1907 kom han til Søværnets Bygningsvæsen, hvortil han skulle få varig tilknytning. 1921 blev han bygningsinspektør og 1923-1936 var han chefarkitekt for denne institution og var således ansvarlig for nybygninger på bl.a. Holmen i København; ikke mindst den kendte vandflyverhangar opført i beton 1921 sammen med ingeniørerne fra Kampsax. 1916 udstillede han på Charlottenborg Forårsudstilling.
Samtidig havde havn egen tegnestue fra 1909, var kirkeværge for Helligåndskirken 1929-34 og medlem af provstiudvalget for København 1930-44. Olrik var Ridder af Dannebrog. Han er begravet på Vestre Kirkegård.

## Værker
- Landsted for direktør H. Siegumfeldt, fra 1949-2010 Gentofte Politigård, Kildegårdsvej 71, Gentofte (1916-17, drivhuse og domestikbygninger revet ned 1950)
- 2 gravmæler, Frederiksberg Ældre Kirkegård (1916, sammen med billedhugger Povl Olrik)
- Støberibygning, Rødbyhavn Stål- og Jernindustri, Rødbyhavn (1919)
- Administrationsbygning, Nakskov Skibsværft, Nakskov (1920)
- Vandflyverhangar, Hangar H53 med tilhørende fritstående skorsten, Refshalevej 100, Margretheholm (1921 sammen med Kampmann, Kierulff & Saxild, udvidet med to lave sidefløje 1941-42 af Jens Klok, fredet 1999, ombygget 2001 af Dorte Mandrup for Cell Network A/S)
- Administrationsbygning, Oliekompagniet, Strandvejen, Fredericia (1922)
- Beboelsesejendommen Søndre Strandborg, Venusvej (1923)
- Den Danske Frimurerordens logebygning på Bornholm, Rønne (1922)
- Villa, Kronprinsensvej 45, Frederiksberg (1925)
- Restaurering og udvidelse af Døtreskolen, Dronningensgade 67, Christianshavn (1926)
- Villa, Stubbedamsvej 22, Helsingør (1928)
- Akkumulatorfabrik, Lyacavej, Kongens Lyngby (1933-36, nedrevet 1990)
- Om- og udbygning af P. Wulffs Cigarfabrik, kontorer i Polensgade, Nordre Fasanvej 111-115 og Toldbodvej (1938)
- Eget sommerhus, Svalebo, Liseleje
- Sommerhuse, om- og tilbygninger til kontor- og fabriksbygninger